# Federación Empresarial Metalúrgica Valenciana
La Federación Empresarial Metalúrgica Valenciana (FEMEVAL) es una organización empresarial independiente y sin ánimo de lucro que agrupa a un total de 35 asociaciones subsectoriales dentro de la industria, el comercio y los servicios del sector metalmecánico de la provincia de Valencia.

Constituida en 1977, defiende y lidera los intereses individuales y colectivos de las empresas asociadas en el ámbito social, económico, jurídico, tecnológico y organizacional con el fin de fomentar el desarrollo empresarial, la cooperación sectorial y la competitividad. 
FEMEVAL preocupada desde siempre por implantar un modelo de gestión y gobierno que tienda a la Excelencia, sigue los criterios del modelo EFQM y ha desarrollado de manera voluntaria un Código Ético de Buen Gobierno.
Misión
Desde un esquema federal, eficiente, autofinanciado, exigente y comprometido con la ética, nuestra principal misión es la defensa y representación de los intereses de las Asociaciones y empresas asociadas, siendo a su vez un instrumento para la prestación de servicios mediante la realización de un amplio abanico de actividades.

Visión
Ser la federación empresarial de referencia, a la que toda empresa quiera estar asociada, con la que todo proveedor pretenda colaborar y toda institución desee relacionarse, además de ser la plataforma de desarrollo profesional de su personal y ejercer una influencia positiva y reconocida.

## Ámbitos de trabajo
FEMEVAL ofrece a sus empresas asociadas asesoramiento en el desarrollo de su actividad, mediante un variado panel servicios englobados dentro de las siguientes áreas:
- Innovación y tecnología: acciones de promoción de la innovación y potenciación de la participación en proyectos innovadores, asesoría en materia de innovación y acceso a subvenciones, licitaciones, etc.
- Sostenibilidad, gestión estratégica, seguridad laboral e industrial y energía: evaluaciones y auditorías, implantación de sistemas de gestión en calidad, medioambiente, prevención de riesgos laborales, responsabilidad social empresarial, asesoramiento técnico sobre reglamentación, normativa industrial y acceso a subvenciones, tramitaciones ante la administración, etc.
- Formación destinada a empresarios, trabajadores y desempleados del sector del metal: continua, de carácter general y específica subsectorial, bonificada, a medida para la empresa, reglada para la obtención de carnés profesionales, etc. Acceso a la web de formación.
- Recursos humanos y empleo: negociación de convenios, asesoría y gestión laboral, servicios de inserción laboral (tramitación de ofertas de trabajo de empresas, entrevistas de selección de personal…), etc.
- Proyectos: localización de convocatorias, búsqueda de socios, preparación de memorias, desarrollo de acciones y justificación de proyectos, a nivel local, nacional e internacional.
- Facilitar el acceso a una serie de productos en condiciones ventajosas (seguros, comunicaciones, etc.), mediante los acuerdos con diversas entidades o a través de la propia central de compras de FEMEVAL.
- Ampliar el flujo de información de interés para las empresas, prestando especial atención a los programas dirigidos a las PYMEs. Para ello, se cuenta con diversos canales de difusión como la web de FEMEVAL, FEMEVAL TV, boletines de noticias, notas de prensa, asistencia a ferias del sector, etc.
- Dinamizar el sector metalmecánico mediante la realización de un amplio abanico de actividades, entre ellas: la elaboración trimestral de un informe de coyuntura del sector metalmecánico a partir de las respuestas de sus empresas asociadas a la encuesta de coyuntura. El informe consta de diversos datos e indicadores de la actividad productiva del sector, expectativas futuras, evolución de las ventas, índice de precios, principales exportaciones y destinos, empleo, siniestralidad, etc.

FEMEVAL ha definido un “Plan Industrial para el Sector del Metal de la Comunidad Valenciana (2013-2017)” al objeto de asegurar el futuro de las cerca de 27.500 empresas y 152.000 trabajadores que lo componen. 
Una iniciativa que contempla un análisis y diagnóstico exhaustivo de la situación del sector y sus empresas, define el nuevo escenario en el que deberán desenvolverse, y formula unas líneas maestras de actuación, a corto y medio plazo, para apoyar al sector y que las empresas deben asumir también como prioritarias en sus estrategias: 
1. Potenciar el crecimiento empresarial, para que las empresas ganen en dimensión mediante fórmulas de cooperación empresarial o crecimiento endógeno.
2. Valorar a las personas como factor de éxito empresarial, propiciando la incorporación y retención del talento.
3. Realizar un programa de diversificación de nuevos mercados tecnológicos y geográficos.
4. Incorporar y desarrollar tecnologías y sistemas de gestión avanzada, con especial incidencia en las empresas de menor tamaño.
5. Fortalecer el asociacionismo empresarial, y en concreto, la participación directa de FEMEVAL en la gestión de las anteriores cuatro líneas estratégicas.

## Órganos de gobierno
Los órganos de gobierno de la Federación son la Asamblea General de Delegados, el Comité Ejecutivo y la Presidencia 
La Asamblea General de Delegados.
La Asamblea General de delegados es el órgano supremo de gobierno y decisión de la Federación y sus acuerdos son obligatorios para todos sus miembros.

El Comité Ejecutivo.
El Comité Ejecutivo es el órgano de deliberación y decisión sobre asuntos no reservados a la Asamblea General de Delegados. Todos los cargos del Comité Ejecutivo se eligen y renuevan cada cuatro años.

El Presidente
Representa a la Federación ante el Estado, el Gobierno y demás Administraciones Públicas, cualquier ente público o privado, y, en general, ante terceros, pudiendo comparecer en toda clase de actos y otorgar contratos y poderes, extendiendo su representación a todos los actos comprendidos dentro de los fines de la Federación.

## Gestión estratégica
FEMEVAL, dentro de su ámbito de actuación, pretende ser la federación empresarial de referencia, tanto en lo concerniente a la representación y defensa de sus asociados, como en el ejercicio de una influencia positiva y reconocida en y por la sociedad
FEMEVAL ante la necesidad de generar confianza y aportar transparencia, apuesta por impulsar la excelencia de la organización sobre la base de principios éticos y de buen gobierno, integración, exigencia y orientación a los grupos de interés.
Cada cuatro años se define un Plan estratégico. El actual, 2013-2016, incluye los siguientes ejes de actuación: 
1. Potenciar el papel de defensa y representación de los intereses de los empresarios, el cual debe ser percibido y reconocido por los mismos, alcanzando a su vez una presencia influyente en la sociedad.
2. Garantizar la constante adecuación de las actuaciones y servicios a las necesidades de las empresas y asociaciones integradas.
3. Impulsar la excelencia de la organización sobre la base de principios éticos y de buen gobierno.
4. Lograr la autonomía financiera que permita alcanzar los objetivos y cumplir con la misión y visión de la organización.

## Historia

### ¿Cuándo se constituye?
En abril de 1977 se constituyó un Comité Gestor de empresarios del metal, con la intención de formar una asociación al amparo de la Ley 19/1977 de 1 de abril que regulaba la libertad de asociación sindical, y que ponía fin al hasta entonces Sindicato Provincial del Metal. Así, el 12 de julio de 1977, la Federación Empresarial Metalúrgica Valenciana se constituyó formalmente, en una Asamblea General Extraordinaria a la que asistieron cerca de mil empresarios firmantes. La asamblea se celebró en el salón de actos de la Feria de Valencia, en presencia de 216 delegados de las distintas asociaciones. Allí se aprobaron los estatutos, se eligió el Comité Ejecutivo y accedió a la presidencia de Rafael García Brun.

### ¿Quiénes han sido sus presidentes y secretarios generales?
Rafael García Brun (1977-1979) y José María Simó Nogués (1979-1982) fueron fundadores de nuestra federación y sus dos primeros presidentes. A ellos, les sucedieron por orden cronológico: Salvador Fernández Calabuig (1983-1987), Ernesto Muñoz Solsona (1987-1989), Manuel Ponce Marco (1989-1994), Federico Gómez-Lechón Moragues (1994-1998), Antonio Almerich (1998-2003), José Vicente González (2003-2005) y desde 2005, Vicente Lafuente Martínez.
Por su parte, Femeval ha tenido tres secretarios generales, hasta la fecha: Luis Espinosa Fernández (1977-1986), Ángel Blasco Pellicer (1986-1990) y Alejandro Soliveres Montañés desde 1990.

### Breve historia de FEMEVAL
Una vez constituida en 1977, la Federación Empresarial Metalúrgica Valenciana ostentó su presidencia Rafael García Brun y la secretaría general, Luis Espinosa. En este periodo la Federación del metal se adhirió a la Confederación Empresarial Valenciana y a la Federación Nacional de Empresarios del Metal, ahora CONFEMETAL, al tiempo que presentó la candidatura al Pleno de la Cámara de Comercio, Industria y Navegación de Valencia.
En enero de 1979, Rafael García Brun accedió a la presidencia de la Cámara de Comercio de Valencia, cesando como presidente de FEMEVAL. Tras la presidencia en funciones de Ricardo Vilanova, le sustituye, por unanimidad, José Mª Simó Nogués. El inicio del período Simó coincide con la aprobación del Estatuto de los Trabajadores, el Acuerdo Marco Interconfederal y la Ley de procedimiento laboral. En economía: déficit comercial, un descenso del P.I.B. que paraliza la demanda de servicios industriales y de la construcción y, escasa capacidad de crecimiento. En política: un golpe de Estado. La presidencia de José Mª Simó Nogués supuso la expansión de FEMEVAL, la descentralización geográfica y la integración en C.E.O.E. y C.E.P.Y.M.E, además de la compra e inauguración del edificio de Blasco Ibañez. El final del mandato Simó llegó con las elecciones a la Cámara de Comercio, donde, nuevamente, un presidente del sector del metal resultó elegido máximo representante de esta entidad.
En junio de 1982 se celebraron elecciones y resultó elegido presidente Salvador Fernández Calabuig. Cuatro años que tenían como objetivo la consolidación y fortalecimiento de la institución. En este período se produce, también, el desmantelamiento de los Altos Hornos de Sagunto, crisis ante la que FEMEVAL, desde el primer momento, muestra su total disconformidad.
En 1986, el secretario general de FEMEVAL, Luis Espinosa es nombrado secretario general de la CEV y Ángel Blasco le releva en su cargo. Un año después, Ernesto Muñoz Solsona es elegido nuevo presidente de la Federación, que en ese año conmemoraba su décimo aniversario. En esta etapa se puso en marcha un programa de formación profesional, la potenciación del Instituto Metalmecánico de la Comunidad Valenciana, la negociación del Programa Económico Valenciano y el impulso de una Feria Industrial Auxiliar de subcontratación.
En 1988, Manuel Ponce sustituye a Ernesto Muñoz en la presidencia de FEMEVAL. Un año después, se constituye la Confederación Empresarial Metalúrgica Valenciana (CEMCOVAL). Ponce compatibiliza el liderazgo en CEMCOVAL y FEMEVAL. Los noventa encuentran un contexto económico y social no demasiado propicio. La guerra del Golfo, en España hay dos millones y medio de parados, se produce una huelga general... Mientras tanto la incipiente reforma laboral propuesta por el Gobierno prometía un cambio legislativo más profundo que finalmente resultó insuficiente.
En 1990 Alejandro Soliveres relevó a Ángel Blasco en la secretaría general. También en este año, comenzó una nueva reforma de los locales de Blasco Ibañez que fue inaugurada oficialmente dos años después con la presencia del entonces presidente de la Generalitat Valenciana, Joan Lerma. 
En 1994 se convocaron de nuevo elecciones y Federico Gómez-Lechón inició su presidencia. Comienza un período de renovación para la Federación: nueva imagen corporativa, creación de logotipos para todas las asociaciones, replanteamiento de diseño y contenidos de la revista Valmetal. Gómez-Lechón presidió una etapa en la que el respeto por el medio ambiente en la actividad industrial es el motor de diversos proyectos, estudios y colaboración con otras instituciones. 1995 es el año en el que se crea la Fundación FEMEVAL para la formación empresarial de la Comunidad Valenciana .
La Asamblea General de 1998 eligió un nuevo presidente, Antonio Almerich. Desde ese momento, la nueva ejecutiva llevó un proceso de fortalecimiento de los servicios de la Federación a sus asociados, estrechando vínculos con otras organizaciones e instituciones e intentando dinamizar la Confederación Empresarial del Metal de la Comunidad Valenciana. Asimismo, se trazó por primera vez un Plan Estratégico para la Federación, por el que se implantó a nivel de gestión interno una Dirección por Valores, orientada a mejorar la ventaja competitiva y la rentabilidad de la Federación a través de la potenciación de las personas que prestaban sus servicios en ella.
En 2002, FEMEVAL conmemoró su veinticinco aniversario. Para su celebración se instituyó la concesión de unos premios sectoriales, los Premios FEMEVAL, de carácter anual para reconocer la labor de las empresas asociadas, que ya han celebrado su decimosegunda edición; se puso en marcha el Foro FEMEVAL, en los que participaron destacados representantes de diversas materias y se publicó el libro Empresas y empresarios valencianos. De la dictadura al euro, 1977-2002, una apuesta seria de la Federación Metalúrgica Valenciana (FEMEVAL) por recuperar la historia de la economía valenciana y la de las organizaciones empresariales valencianas.
En 2003, accedió a la presidencia José Vicente González. Durante los dos años de su presidencia se apostó por el fomento de la igualdad de oportunidades para mujeres y jóvenes y la prevención de riesgos laborales, la innovación y la cooperación empresarial y un mayor compromiso con la sociedad. Se puso en marcha la elaboración del Plan Estratégico y los proyectos Bravo el Metal y Coopera, así como las obras de reacondicionamiento de la sede de la Federación y consiguió posicionar a FEMEVAL como una organización de referencia. José Vicente González dejó el cargo, al ser elegido presidente de la Confederación Empresarial Valenciana.
En mayo de 2005, Vicente Lafuente, vicepresidente primero de FEMEVAL, tomó el relevo en la presidencia, cargo para el que ha sido reelegido en 2014. Cabe destacar entre sus logros al frente de la Federación, situar a FEMEVAL como el primer referente organizativo-patronal sectorial de la Comunidad Valenciana, y como una de las organizaciones empresariales con mayor representatividad.

## El metal en cifras

### ¿Qué representa el sector del metal en España, en la provincia de Valencia y en el conjunto de la Comunidad Valenciana?
La industria del metal fue uno de los núcleos principales de desarrollo de la actual potencia económica española y hoy, junto con el comercio y los servicios asociados a ella, sigue siendo columna fundamental del tejido industrial de nuestro país. 
Desde FEMEVAL siempre hemos considerado a la Industria como uno de los principales motores del crecimiento sostenible de la economía valenciana, como el sector más productivo, más innovador, menos especulativo, generador de empleo cualificado, más exportador y abierto a los mercados globales. 
La Federación Empresarial Metalúrgica Valenciana (FEMEVAL) representa a la industria manufacturera valenciana del sector Metal, así como por el Comercio y los Servicios ligados a ella. La siderurgia, la metalurgia no férrea, la fundición, la industria del trasporte y sus componentes, los bienes de equipo, la máquina herramienta, las industrias mecánicas, eléctricas y electrónicas, las industrias de las tecnologías de la información y un largo etcétera de actividades industriales conforman el sector del metal.
Estos sectores juegan un papel estratégico en nuestra economía. Las Industrias del Metal son tanto importantes demandantes del sector primario y de servicios como suministradores de bienes y servicios a toda la industria manufacturera. 
De la Industria del Metal dependen para su suministro, el sector energético, las industrias del sector primario, las redes de telecomunicaciones, la industria agroalimentaria, las principales industrias de proceso –incluyendo las industrias química, petroquímica y del plástico- y las propias industrias metalmecánicas y eléctricas.
Asimismo, el metal es suministrador del equipamiento y la tecnología para los sectores sanitarios, sociales y del ocio, así como, en el ámbito del medio ambiente, de los sectores del agua, las aguas residuales y el tratamiento del aire. Paralelamente, una gran parte de lo que produce la Industria del Metal se destina al mercado de consumo, como los artículos de hogar y electrodomésticos, lámparas, equipos de telecomunicaciones o los productos electrónicos.
Así pues, es la columna vertebral del tejido industrial. Todos los demás sectores de producción y de servicios dependen en gran medida del equipamiento, la tecnología y la innovación de la Industria del Metal para su crecimiento y desarrollo. 
De este modo, es un actor clave en cualquier estrategia de crecimiento y de empleo. Todas las actuaciones que se realicen a favor de mejorar las condiciones en las que se desarrolla la actividad de la Industria del Metal, y el comercio y servicios ligados a ella, serán decisivas para contribuir a un futuro sostenible para todos los valencianos.

### El sector metalmecánico de la Comunidad Valenciana en cifras
La industria, servicios, venta y reparación del automóvil y comercio del metal suman un total de 27.368 empresas -un 99,8% de ellas PYMES- que ocupan a 151.600 personas, lo que representa el 8% del total de empresas de la Comunidad y el 8,6% del empleo. 
En el caso de la industria metalmecánica, la ocupación alcanza el 24,5% del empleo industrial con 72.800 trabajadores. De estos, un 59% son directos y un 41% indirectos, y cuenta con una antigüedad media de las plantillas de 15 años. La productividad media por trabajador es de 143.000 euros. La industria del metal es el principal sector manufacturero por contribución al PIB con un 24,9%, genera casi el 35% del total de exportaciones de la Comunidad Valenciana y los gastos en innovación ascienden a 172 millones de euros, esto es el 22,4% de los realizados por empresas con sede en la Comunidad.
Sus 5.091 empresas suponen el 19,7% del total de empresas industriales de la Comunidad Valenciana, y ejercen un considerable efecto de arrastre sobre el resto de sectores productivos, ya que de ellas depende en gran medida su crecimiento y desarrollo. Señalar que un 81% son PYMES familiares, un 13% multinacionales de capital nacional y el 6% restante de capital extranjero. 
Por su parte, el sector se encuentra inmerso en una situación convulsa impregnada por una interminable crisis económica y financiera, una inestabilidad geopolítica y una ingobernabilidad de las Administraciones públicas. A lo que se suma la emigración de trabajadores altamente cualificados, la pérdida de confianza en las organizaciones y entidades, el incremento de los costes medioambientales y el desmantelamiento paulatino de la red valenciana de apoyo a la I+D+i. Factores que están provocando una fuerte contracción de las empresas y están obligando a la búsqueda de nuevos mercados, así como otras formas de producción basadas en la flexiseguridad y en una mayor apuesta por la formación como factor clave de crecimiento.